# Іскра (Теофіполь)
«І́скра» — український аматорський футбольний клуб із смт Теофіполь Теофіпольського району Хмельницької області. Виступає в чемпіонаті Хмельницької області.
Команда виступала в чемпіонатах серед аматорів 1992/1993, 2004, 2006 (під назвою «Іскра-Поділля») та кубку України серед аматорів 2002, 2022/2023.

## Досягнення
- Чемпіон Хмельницької області: 1990, 2002, 2003, 2007, 2022
- Срібний призер Хмельницької області: 1988, 2004, 2006, 2018, 2021
- Бронзовий призер Хмельницької області: 1989, 2005
- Володар Кубка Хмельницької області: 1988, 2021